# Tipula artemis
Tipula artemis är en tvåvingeart. Tipula artemis ingår i släktet Tipula och familjen storharkrankar.

## Underarter
Arten delas in i följande underarter:
- T. a. artemis
- T. a. asiaeminoris